# Пентакисдодекаэдр
Пентакисдодека́эдр (от др.-греч. πεντάχις — «пятижды», δώδεκα — «двенадцать» и ἕδρα — «грань») — полуправильный многогранник (каталаново тело), двойственный усечённому икосаэдру. Составлен из 60 одинаковых остроугольных равнобедренных треугольников, в которых один из углов равен {\displaystyle \arccos \,{\frac {9{\sqrt {5}}-7}{36}}\approx 68{,}62^{\circ },} а два других {\displaystyle \arccos \,{\frac {9-{\sqrt {5}}}{12}}\approx 55{,}69^{\circ }.}
Имеет 32 вершины; в 12 вершинах (расположенных так же, как вершины икосаэдра) сходятся своими бо́льшими углами по 5 граней, в 20 вершинах (расположенных так же, как вершины додекаэдра) сходятся меньшими углами по 6 граней.
У пентакисдодекаэдра 90 рёбер — 30 «длинных» (расположенных так же, как рёбра додекаэдра) и 60 «коротких». Двугранный угол при любом ребре одинаков и равен {\displaystyle \arccos \left(-{\frac {80+9{\sqrt {5}}}{109}}\right)\approx 156{,}72^{\circ }.}
Пентакисдодекаэдр можно получить из додекаэдра, приложив к каждой его грани правильную пятиугольную пирамиду с основанием, равным грани додекаэдра, и высотой, которая в {\displaystyle {\sqrt {65-22{\sqrt {5}}}}\approx 3{,}98} раз меньше стороны основания. При этом полученный многогранник будет иметь по 5 граней вместо каждой из 12 граней исходного — с чем и связано его название.

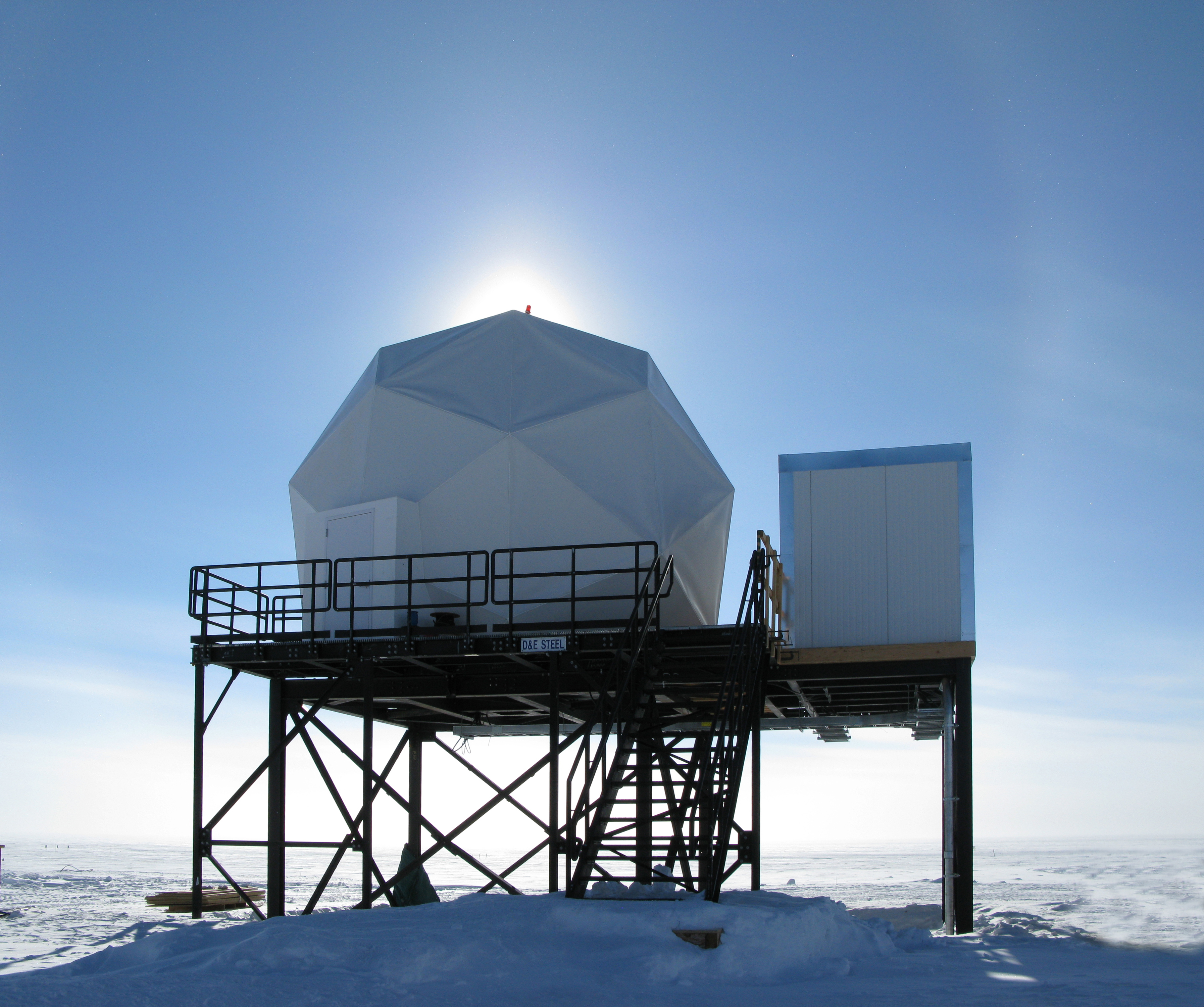
Наземная станция системы спутниковой связи SPTR-2 в Антарктиде. Обтекатель антенны выполнен в виде пентакисдодекаэдра.

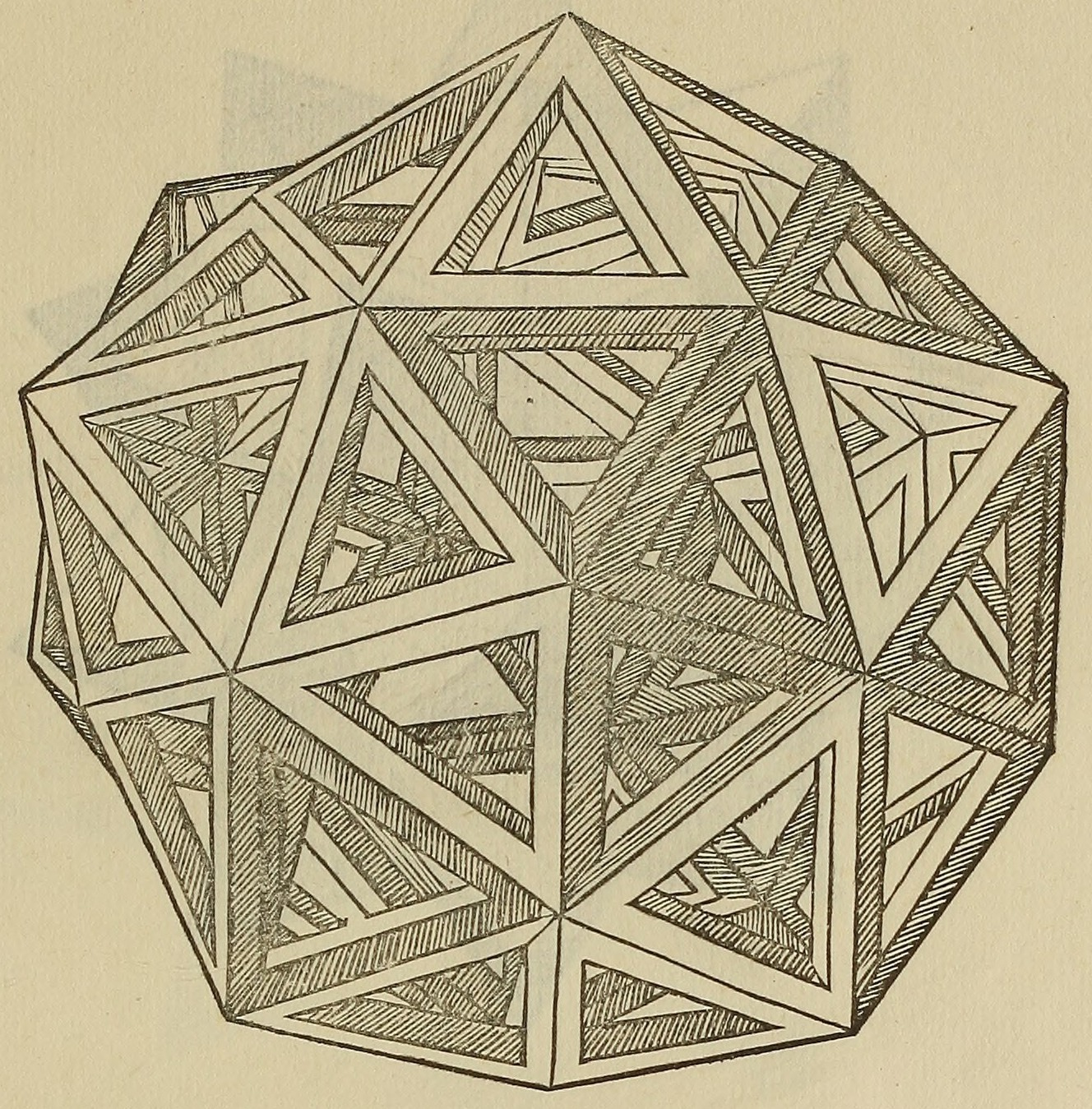
Иллюстрация Леонардо да Винчи к трактату Луки Пачоли «О божественной пропорции» (1509)

## Метрические характеристики
Если «короткие» рёбра пентакисдодекаэдра имеют длину {\displaystyle a}, то его «длинные» рёбра имеют длину {\displaystyle {\frac {1}{6}}\left(9-{\sqrt {5}}\right)a\approx 1{,}13a,} а площадь поверхности и объём выражаются как
{\displaystyle S={\frac {5}{3}}{\sqrt {{\frac {1}{2}}\left(421+63{\sqrt {5}}\right)}}\;a^{2}\approx 27{,}9352496a^{2},}
{\displaystyle V={\frac {5}{36}}\left(41+25{\sqrt {5}}\right)a^{3}\approx 13{,}4585694a^{3}.}
Радиус вписанной сферы (касающейся всех граней многогранника в их инцентрах) при этом будет равен
{\displaystyle r={\frac {1}{2}}{\sqrt {{\frac {1}{109}}\left(477+194{\sqrt {5}}\right)}}\;a\approx 1{,}4453319a,}
радиус полувписанной сферы (касающейся всех рёбер) —
{\displaystyle \rho ={\frac {11+3{\sqrt {5}}}{12}}a\approx 1{,}4756837a.}
Описать около пентакисдодекаэдра сферу — так, чтобы она проходила через все вершины, — невозможно.